# Campionato europeo maschile di pallacanestro 1991
Il 27º Campionato Europeo Maschile di Pallacanestro FIBA (noto anche come FIBA EuroBasket 1991) si svolse al Palazzo dello Sport di Roma, in Italia, dal 24 al 29 giugno 1991.
Claudio Baglioni inaugurò il Campionato Europeo esibendosi con i brani Dagli il via e Domani mai, prima della partita di apertura.
I Campionati europei maschili di pallacanestro sono una manifestazione biennale tra le squadre nazionali organizzata dalla FIBA Europe.

## Sede delle partite
| Città | Impianto            | Impianto | Capienza |
| ----- | ------------------- | -------- | -------- |
| Roma  | Palazzo dello Sport |          | 12.000   |

## Partecipanti

La festa della Jugoslavia, vincitrice dell'edizione

Le nazioni partecipanti sono otto divise in due gironi composti da quattro squadre ciascuno.
| Gruppo A                                   | Gruppo B                                     |
| ------------------------------------------ | -------------------------------------------- |
| - Bulgaria - Jugoslavia - Polonia - Spagna | - Francia - Grecia - Italia - Cecoslovacchia |

## Gironi di qualificazione
Nei gironi di qualificazione la vincente di ogni partita conquista due punti, la perdente uno. Accedono alla fase finale le prime due di ogni girone.

### Gruppo A
| -  | Nazione    | G | V-P | Pf-Ps   | Pts | Diff. |
| -- | ---------- | - | --- | ------- | --- | ----- |
| 1. | Jugoslavia | 3 | 3-0 | 268-196 | 6   | +72   |
| 2. | Spagna     | 3 | 2-1 | 234-236 | 5   | -2    |
| 3. | Polonia    | 3 | 1-2 | 211-251 | 4   | -40   |
| 4. | Bulgaria   | 3 | 0-3 | 236-266 | 3   | -30   |

| Roma 24 giugno 1991 | Bulgaria | 75 – 83 (43-46) | Polonia | Palazzo dello Sport |

| Roma 24 giugno 1991 | Jugoslavia | 76 – 67 (37-22) | Spagna | Palazzo dello Sport |

| Roma 25 giugno 1991 | Spagna | 94 – 93 (43-51) | Bulgaria | Palazzo dello Sport |

| Roma 25 giugno 1991 | Jugoslavia | 103 – 61 (49-29) | Polonia | Palazzo dello Sport |

| Roma 26 giugno 1991 | Polonia | 67 – 73 (40-36) | Spagna | Palazzo dello Sport |

| Roma 26 giugno 1991 | Bulgaria | 68 – 89 (37-50) | Jugoslavia | Palazzo dello Sport |

### Gruppo B
| -  | Nazione        | G | V-P | Pf-Ps   | Pts | Diff. |
| -- | -------------- | - | --- | ------- | --- | ----- |
| 1. | Italia         | 3 | 3-0 | 259-224 | 6   | +35   |
| 2. | Francia        | 3 | 1-2 | 257-248 | 4   | +9    |
| 3. | Grecia         | 3 | 1-2 | 278-286 | 4   | -8    |
| 4. | Cecoslovacchia | 3 | 1-2 | 283-319 | 4   | -36   |

| Roma 24 giugno 1991 | Francia | 104 – 80 (56-45) | Cecoslovacchia | Palazzo dello Sport |

| Roma 24 giugno 1991 | Grecia | 72 – 82 (45~31) | Italia | Palazzo dello Sport |

| Roma 25 giugno 1991 | Grecia | 113 – 123 (d.1t.s.) (57-48, 105-105) | Cecoslovacchia | Palazzo dello Sport |

| Roma 25 giugno 1991 | Italia | 75 – 72 (34-39) | Francia | Palazzo dello Sport |

| Roma 26 giugno 1991 | Grecia | 93 – 81 (42-32) | Francia | Palazzo dello Sport |

| Roma 26 giugno 1991 | Italia | 102 – 80 (59-40) | Cecoslovacchia | Palazzo dello Sport |

## Fase a eliminazione diretta
Le prime due di ogni girone si affrontano in un torneo ad eliminazione diretta per decretare la squadra campione. Le quattro squadre rimanenti si affrontano per definire le posizioni dal quinto all'ottavo posto.

### Torneo finale
|  | Semifinali | Semifinali | Semifinali |            |        | Finale      | Finale      | Finale      |  |
|  |            |            |            |            |        |             |             |             |  |
|  | Francia    | Francia    | 76         |            |        |             |             |             |  |
|  | Francia    | Francia    | 76         |            |        |             |             |             |  |
|  | Jugoslavia | Jugoslavia | 97         |            |        |             |             |             |  |
|  | Jugoslavia | Jugoslavia | 97         |            | Italia | Italia      | 73          |             |  |
|  |            |            |            |            | Italia | Italia      | 73          |             |  |
|  |            |            | Jugoslavia | Jugoslavia | 88     |             |             |             |  |
|  | Italia     | Italia     | Jugoslavia | Jugoslavia | 88     | 93          |             |             |  |
|  | Italia     | Italia     |            |            |        | 93          |             |             |  |
|  | Spagna     | Spagna     | 90         |            |        | Terzo Posto | Terzo Posto | Terzo Posto |  |
|  | Spagna     | Spagna     | 90         |            |        |             |             |             |  |
|  |            |            |            |            |        |             |             |             |  |
|  |            |            |            |            |        | Spagna      | Spagna      | 101         |  |
|  |            |            |            |            |        | Spagna      | Spagna      | 101         |  |
|  |            |            |            |            |        | Francia     | Francia     | 83          |  |

### Torneo dal 5º all'8º posto
|  | Semifinali     | Semifinali     | Semifinali     |                |        | Quinto Posto  | Quinto Posto  | Quinto Posto  |  |
|  |                |                |                |                |        |               |               |               |  |
|  | Grecia         | Grecia         | 110            |                |        |               |               |               |  |
|  | Grecia         | Grecia         | 110            |                |        |               |               |               |  |
|  | Bulgaria       | Bulgaria       | 83             |                |        |               |               |               |  |
|  | Bulgaria       | Bulgaria       | 83             |                | Grecia | Grecia        | 95            |               |  |
|  |                |                |                |                | Grecia | Grecia        | 95            |               |  |
|  |                |                | Cecoslovacchia | Cecoslovacchia | 79     |               |               |               |  |
|  | Cecoslovacchia | Cecoslovacchia | Cecoslovacchia | Cecoslovacchia | 79     | 85            |               |               |  |
|  | Cecoslovacchia | Cecoslovacchia |                |                |        | 85            |               |               |  |
|  | Polonia        | Polonia        | 72             |                |        | Settimo Posto | Settimo Posto | Settimo Posto |  |
|  | Polonia        | Polonia        | 72             |                |        |               |               |               |  |
|  |                |                |                |                |        |               |               |               |  |
|  |                |                |                |                |        | Bulgaria      | Bulgaria      | 86            |  |
|  |                |                |                |                |        | Bulgaria      | Bulgaria      | 86            |  |
|  |                |                |                |                |        | Polonia       | Polonia       | 90            |  |

### Semifinali
- 5º - 8º posto

| Roma 28 giugno 1991 | Grecia | 110 – 83 (52-41) | Bulgaria | Palazzo dello Sport |

| Roma 28 giugno 1991 | Cecoslovacchia | 85 – 72 (29-39) | Polonia | Palazzo dello Sport |

- 1º - 4º posto

| Roma 28 giugno 1991 | Francia | 76 – 97 (44-50) | Jugoslavia | Palazzo dello Sport |

| Roma 28 giugno 1991 | Italia | 93 – 90 (50-51) | Spagna | Palazzo dello Sport |

### Finali
- 7º - 8º posto

| Roma 29 giugno 1991 | Bulgaria | 86 – 90 (42-42) | Polonia | Palazzo dello Sport |

- 5º - 6º posto

| Roma 29 giugno 1991 | Grecia | 95 – 79 (53-39) | Cecoslovacchia | Palazzo dello Sport |

- 3º - 4º posto

| Roma 29 giugno 1991 | Spagna | 101 – 83 (51-38) | Francia | Palazzo dello Sport |

- 1º - 2º posto

| Roma 29 giugno 1991 | Italia | 73 – 88 (41-48) | Jugoslavia | Palazzo dello Sport |

## Classifica Finale
| Campione d'Europa | Campione d'Europa | Campione d'Europa | Campione d'Europa |
| --- | ----------------- | --- | ----------------- |
| Jugoslavia4 Sretenović, 5 Perasović, 6 Đorđević, 7 Kukoč, 8 Paspalj, 9 Zdovc, 10 Danilović, 11 Jovanović, 12 Divac, 13 Komazec, 14 Rađa, 15 Savić, All. Dušan Ivković |                   | |                   |
| Argento | Italia            | Italia4 Fantozzi, 5 Gentile, 6 Magnifico, 7 Dell'Agnello, 8 Gracis, 9 Brunamonti, 10 Premier, 11 Pittis, 12 Riva, 13 Pessina, 14 Costa, 15 Rusconi, All. Sandro Gamba                             |                   |
| Bronzo | Spagna            | Spagna4 Villacampa, 5 Hansen, 6 Antúnez, 7 Jofresa, 8 Andreu, 9 Bosch, 10 Cargol, 11 Arcega, 12 Orenga, 13 Bustos, 14 Martín, 15 Epi, All. Antonio Díaz-Miguel                                    |                   |
| 4. | Francia           | Francia4 Forte, 5 Demory, 6 Rigaudeau, 7 Dacoury, 8 Szanyiel, 9 Ostrowski, 10 Occansey, 11 Gadou, 12 Courtinard, 13 Adams, 14 Deines, 15 Bilba, All. Francis Jordane                              |                   |
| 5. | Grecia            | Grecia4 Galīs, 5 Patavoukas, 6 Giannakīs, 7 Kampourīs, 8 Aggelidīs, 9 Mylōnas, 10 Gasparīs, 11 Lypīridīs, 12 Andritsos, 13 Fasoulas, 14 Papadakos, 15 Papadopoulos, All. Euthymīs Kioumourtzoglou |                   |
| 6. | Cecoslovacchia    | Cecoslovacchia4 Vyoral, 5 Ježdík, 6 Hrubý, 7 Michalík, 8 Bečka, 9 Michalko, 10 Okáč, 11 Svoboda, 12 Krejčí, 13 Petruška, 14 Svitek, 15 Kameník, All. Jan Bobrovský                                |                   |
| 7. | Polonia           | Polonia4 Zelig, 5 Zieliński, 6 Królik, 7 Baran, 8 Marcinkowski, 9 Binkowski, 10 Szczubiał, 11 Wójcik, 12 Jechorek, 13 Duda, 14 Bacik, 15 Torgowski, All. Arkadiusz Koniecki                       |                   |
| 8. | Bulgaria          | Bulgaria4 Ravucov, 5 Nedelčev, 6 Kolev, 7 Gergov, 8 Natov, 9 Petrov, 10 Cenov, 11 Vezenkov, 12 Mladenov, 13 Dimitrov, 14 Gluškov, 15 Amiorkov, All. Simeon Varčev                                 |                   |

## Premi individuali

### MVP del torneo
- Toni Kukoč

### Miglior quintetto del torneo
- Playmaker:  Ferdinando Gentile
- Guardia tiratrice:  Nikos Galīs
- Ala piccola:  Toni Kukoč
- Ala grande:  Antonio Martín
- Centro:  Vlade Divac